# موريس روبرت
موريس روبرت (بالفرنسية: Maurice Robert)‏ هو طيار بطل فرنسي، ولد في 19 يناير 1893، وتوفي في 19 يوليو 1918.